# HLB생명과학
HLB생명과학 주식회사는 신약 후보물질을 개발하고 있으며, 항암제, 이중항체 치료제, 퇴행성뇌질환 치료제에 주력하는 대한민국의 기업이다.

## 역사
- 1998년 7월 24일: 회사 설립

## 사업
에너지사업 부문의 ESCO 사업을 주로 하고 있고, 바이오 사업을 신규사업으로 추가하였다.

## 유상증자
2024년 주주배정 유상증자 발행가액을 6650원으로 확정하고 731억원을 조달하여 운영자금으로 67억원, 채무상환용으로 650억원을 사용할 계획이다
최대주주인 HLB는 배정 신주의 50% 규모로 참여하고 신주인수권증서 절반을 이베스트투자증권에게 장외에서 매도해 총 10억원을 현금화하였다